# اندراب (رود)
اندراب نام رودی است در افغانستان و همچنین نام دره‌ای است که این رود به آن می‌ریزد. این رود از رشته‌کوه هندوکش سرچشمه می‌گیرد و پس از طی مسیر ۷۵ مایلی به رود سرخ‌آب می‌ریزد.